# Grettell Valdez
Grettell Valeria Valdez Cabrera (Santiago de Querétaro, 8 de julio de 1976) es una actriz mexicana.

## Carrera
Participó en la telenovela Clase 406 donde interpretaba a Daniela. Luego protagonizó la telenovela Ángel rebelde al lado de Victor Noriega en Miami. Además, participó en la telenovela Rebelde como Renata, y en la producción dramática Heridas de amor como Pamela.
Después de terminar su participación en la versión mexicana de Floricienta, Lola, érase una vez en el papel de la malvada Carlota, tuvo una participación en el capítulo «Sonia, desalmada» de la versión mexicana de la serie argentina Mujeres asesinas.
En 2008, la actriz tuvo una participación especial en el papel de Melissa en la telenovela Alma de hierro.
En 2009, interpretó el papel antagónico femenino como Silvana en la producción Camaleones, producida por Rosy Ocampo.
En 2010, interpreta el papel de Matilde en la telenovela Cuando me enamoro junto a Silvia Navarro y Juan Soler.
En 2011, interpreta el papel de Zoe en Amorcito corazón.
En 2013, es María, la antagonista de la telenovela Lo que la vida me robó, producida por Angelli Nesma y protagonizada por Angelique Boyer y Sebastián Rulli.
En 2015, es la malvada Virginia Prado-Castelo, la antagonista de la telenovela Lo imperdonable, producida por Salvador Mejía y protagonizada por Ana Brenda Contreras e Iván Sánchez.
En 2016, protagoniza la telenovela Las amazonas producida por Salvador Mejía junto con Victoria Ruffo, César Évora, Danna García, Andrés Palacios, René Casados, Mariluz Bermúdez y Juan Pablo Gil.

## Vida personal
Se casó en el año 2004 con el actor y cantante Patricio Borghetti, tuvieron un hijo, nacido en el año 2008, y de quien se divorció en 2010.

## Trayectoria

### Telenovelas
- La historia de Juana (2024), Jenny Bravo Sosa[1]
- Reputación dudosa (2022), María Concepción, Maco
- Amores que engañan (2022), Sofi, ep.: «Solo una oportunidad»[2]
- Buscando a Frida (2021), Gabriela Pons de Carmona[3]
- Los pecados de Bárbara (2020), Gloria[4]
- Médicos, línea de vida (2019-2020), Ana Caballero[5]
- Tenías que ser tú (2018), Jennifer «Jenny» Pineda Salgado
- Las amazonas (2016), Cassandra Santos Luna
- Lo imperdonable (2015), Virginia Prado-Castelo[6]
- Lo que la vida me robó (2013-2014), María Zamudio / Diana Flores[7]
- Cuando me enamoro (2010-2011), Matilde «Mati» López
- Camaleones (2009-2010), Silvana Sáenz Arroyo
- Fuego en la sangre (2008), Melissa Santos
- Lola, érase una vez (2007-2008), Carlota Santodomingo Torres-Oviedo
- Heridas de amor (2006), Pamela Altamirano Villamil
- Rebelde (2004-2006), Renata Lizaldi
- Ángel rebelde  (2004), Lucía Valderrama Covarrubias de Hernández
- Clase 406 (2002-2003), Daniela Jiménez Robles
- Por tu amor (1999), Alejandra Avellán (joven)
- Ángela (1998-1999), Eloísa
- Infierno en el paraíso (1999)
- Sin ti (1997)

### Programas
- La clínica (2012), María Carlota, la Vengadora
- Tiempo final (2009), Paula
- Mujeres asesinas (2008), Marcela González
- Central de abasto (2006), Lizbeth
- Big Brother (2004), ella misma

### Cine
- Sobre tus huellas (2017), Eva
- Un mundo raro (2001), edecán
- El duende del reloj (2000), Iris

### Teatro
- Duele (2016)[8]
- Unas por otras (2015)[9]

## Premios y nominaciones

### Premios TVyNovelas
| Año  | Categoría               | Telenovela        | Resultado |
| ---- | ----------------------- | ----------------- | --------- |
| 2019 | Mejor actriz antagónica | Tenías que ser tu | Nominada  |
| 2017 | Mejor actriz coestelar  | Las amazonas      | Nominada  |
| 2016 | Mejor actriz antagónica | Lo imperdonable   | Nominada  |